# モモグロカツオドリ
モモグロカツオドリ（Papasula abbotti）とは、ペリカン目カツオドリ科モモグロカツオドリ属に分類される鳥類。本種のみでモモグロカツオドリ属を形成する。

## 分布
繁殖期にクリスマス島で繁殖し、非繁殖期になるとインドネシア-オーストラリア間の海域へ分散する。

## 形態
全長71cm。全身は白い羽毛で覆われる。腰や尾羽基部上面（上尾筒）、後肢基部には黒い斑紋が入る。尾羽は黒い。翼は上面が黒、下面が白い羽毛で覆われる。
眼の周囲には羽毛が無く、黒い皮膚が露出する。
オスは嘴の色彩が青みがかった灰色。メスは嘴の色彩がピンク色。

## 生態
海洋に生息する。繁殖期を除いて陸に上がることはない。
食性は動物食で、魚類や軟体動物を食べる。
繁殖形態は卵生。集団繁殖地を形成（コロニー）する。樹上（平地では高木、断崖では低木）に巣を作り、隔年で1回に1個の卵を産む。雛は孵化してから約150日で巣立つ。

## 人間との関係
リン鉱の採掘による繁殖地の破壊などにより生息数は激減している。以前はセーシェルやモーリシャスにも繁殖地があったが、1916年までにクリスマス島を除いた繁殖地は壊滅している。クリスマス島では採掘場の跡地を営巣場所とするため、植林を行う試みが進められている。1990年代における生息数は約3000ペアと推定されている。